# Noche de primavera
Noche de primavera (en hangul, 봄밤; romanización revisada, Bombam) es una película surcoreana  escrita por Kang Mi-ja y Lee Ji-sang, producida por este último y dirigida por la misma Kang Mi-ja; está protagonizada por Han Ye-ri y Kim Sul-jin. Después de ser presentada en algunos festivales, como el de Busan de 2024 y la Berlinale de 2025, se estrenó en Corea del Sur el 9 de julio de 2025.

## Argumento
Su-hwan y Yeong-gyeong se conocen por casualidad en la boda de un amigo y empiezan a beber y a charlar. Ella es una exprofesora de coreano que se divorció inmediatamente después de dar a luz a su bebé, tras un año de matrimonio. Después del divorcio, la familia de su exesposo emigró en secreto a Canadá con su hijo y con el tiempo se volvió adicta al alcohol y dejó su trabajo. Su-hwan, quien dirigía una acería con un amigo, tuvo que declararse en bancarrota repentinamente debido a la presión de un socio comercial y luego fingió el divorcio a petición de su esposa, pero perdió todos sus bienes y se convirtió en una persona con mal historial crediticio.
Su-hwan lleva a Yeong-gyeong, que está borracha y no puede controlar su cuerpo, a su casa. Y ambos, que se han conocido a los 43 años, comienzan a vivir juntos. Su-hwan sufre de artritis reumatoide y, con el tiempo, su condición empeora y termina en el hospital. Más adelante ambos ingresan en una residencia de ancianos. El cuerpo de Su-hwan se vuelve cada vez más rígido, y Yeong-gyeong no puede sobrevivir sin beber, así que siempre cancela sus vacaciones y pasa tiempo fuera del hospital antes de regresar.
Aunque los médicos se oponen, Soo-hwan siempre permite que Young-gyeong salga a beber. Y se sienta en una silla de ruedas a esperar a Young-gyeong, quien dice que volverá en dos días. Nada puede salvar a Young-kyung y Su-hwan, quienes se acercan lentamente a la muerte por enfermedad. Solo pueden apoyarse el uno en el otro con sus cuerpos debilitados y afrontar con impotencia una vez más el inminente momento de la pérdida.

## Reparto
- Han Ye-ri como Yeong-gyeong.[2][3]
- Kim Sul-jin como Su-hwan.[4]
- Kim Sun-jae como la médica.
- Jung Myung-won como el amigo de Su-hwan.
- Kim Seung-hwan como Jong-woo.
- Oh Da-min  como dependienta de la tienda de conveniencia.

## Producción
El guion de Noche de primavera está basado en el cuento homónimo de Kwon Yeo-seon, incluido en su libro Hello, Drunkard. A su vez, el título hace referencia a un poema de Kim Soo-young, que se cita con frecuencia en el cuento: la protagonista, Yeong-gyeong, recita este poema cada vez que está borracha. Incluso cuando no puede hablar correctamente ni controlar su cuerpo, recita calladamente este poema. Kang Mi-ja es la coautora del guion además de directora, en su segundo título después de haber dirigido Let the Blue River Run en 2008, también con Han Ye-ri como protagonista. Por tanto, ambas se vuelven a encontrar dieciséis años después de su primer trabajo juntas. Para Kang, dada la naturaleza del filme como visualización de un texto previo, «el formato de la película era importante y quería capturar la interpretación del contenido en sí [...] Cuando leí la narración, las emociones eran tan intensas que pensé que sería difícil sentirlas con la decoración cinematográfica. El punto de partida fue eliminar la decoración y la ornamentación». Además, prescindió de gran parte de los demás personajes del texto original para centrarse en los dos protagonistas y, en cuanto al lapso temporal, «no tenía intención de recrear los doce años de la novela, desde su encuentro hasta su muerte en la película. Más bien, pensé en cómo podía transformar la intensidad de las emociones en los "doce años" de la película», es decir, «es más bien una película donde el tiempo está ausente. Quería colocar a los dos personajes en el infinito».
Con respecto al cuento, pues, hay diferencias notables en la película: si aquel está lleno de conversaciones entre ambos que muestran sus sentimientos, esta los retrata a través de escenas tranquilas y al tiempo desesperadas, donde la palabra deja sitio al lenguaje corporal de los actores. Mientras que en el cuento pasan doce años juntos, la película se resuelve en largas escenas que no muestran claramente el paso del tiempo. Otro elemento importante es la luz, pues casi todas las escenas son nocturnas, y las pocas diurnas son oscuras.

### Reparto
Kang eligió de nuevo Han Ye-ri como protagonista porque consideraba que ninguna otra podría espresar las emociones y los ideales de su personaje, y de hecho escribió el guion con ella ya en mente. Han aceptó el papel una semana después de la oferta, tras haber leído el guion, y a sabiendas de que se trataba de una producción muy pequeña, casi sin personal técnico y sin siquiera una maquilladora. Para encarnar a su personaje de alcohólica, Han perdió cinco kilos de peso.
Han ye-ri recomendó a la directora Kim a Kim Sul-jin como coprotagonista, lo que justificó de este modo: «cuando leí el guion, necesitaba a alguien que pudiera expresar la enfermedad con su cuerpo, incluso si no la comprendía del todo. Pensé que sería bueno que estuviera entrenado para usar su cuerpo. Conocía a mi hermano (Kim Sul-jin) desde la universidad, así que podía confiar en él y pedirle que lo hiciera». Ambos se habían conocido como estudiantes en la Universidad Nacional de Artes de Corea, donde se especializaron ella en danza coreana y él en danza creativa, y trabaron amistad desde su primer año. El actor declaró acerca del filme: «Creo que podemos volver a mirar la estética de la repetición o la lentitud a través de una historia que es un poco lenta, repetitiva y posiblemente aburrida, yendo a contracorriente de una era increíblemente acelerada». Para Kim, que ha sido sobre todo bailarín y ha formado parte de la compañía belga Peeping Tom, se trata del primer papel protagonista desde su debut como actor.

### Promoción
El 3 de julio de 2025 se realizó un pase para la prensa en CGV Yongsan, Yongsan-gu, Seúl, con la asistencia de la directora Kang Mi-ja y los actores Han Ye-ri y Kim Sul-jin, que comentaron su trabajo en el filme.

## Estreno
Antes de su estreno comercial, Noche de primavera fue presentada en algunos festivales entre 2024 y 2025.
- En septiembre de 2024 se presentó en el 29.º Festival Internacional de Cine de Busan, en la sección Cine Coreano Hoy.
- A finales de noviembre de 2024 se exhibió en el 50.º Festival de Cine Independiente de Seúl.[12]

- El 11 de febrero de 2025 la distribuidora Cinema Dal anunció su paso por el Festival Internacional de Cine de Berlín, donde se estrenó en su sección Forum tres días después, el 14 de febrero, y tuvo en los días sucesivos otras tres proyecciones para crítica, industria y público, con la presencia de su directora.[13][14][15]
- Entre el 6 y el 8 de junio se presentó en el Festival de Cine de Muju, donde ganó el premio Nueva Visión.[16]

- El 14 de junio de 2025 pasó por el 11.º Festival Internacional de Cine de Madrid.[17]

Se estrenó en sala el 9 de julio de 2025. El primer día se exhibió en 63 cines para 2212 espectadores.

## Crítica
Para Siddhant Adlakha (Variety), «la historia de una mujer alcohólica y un hombre con artritis que se conocen en la mediana edad tiene un aire de cuento de hadas y una narrativa oblicua que salta a través del tiempo de maneras únicas y familiares. Si bien esta rayuela temporal ayuda a recrear sensaciones intrigantes, impide que la película conecte por completo, a pesar de los momentos ocasionalmente demoledores que sus actores crean [...] La sensación temporal de la película, si bien lineal, se desliza a lo largo de una escala cambiante, acentuada por cortes abruptos a negro no solo entre escenas adyacentes, sino también dentro de las que ya están en curso, como para capturar la conciencia liminal de Yeong-gyeong mientras pierde el conocimiento por la bebida».
Jeong Yu-jin (News 1) escribe de Noche de primavera que «es una obra que impresiona por las excelentes actuaciones de ambos actores, y solo por eso merece la pena verla. La actuación de Han Ye-ri es especialmente asombrosa. Con su rostro pálido, mirada desenfocada y cuerpo tembloroso, retrata vívidamente a una mujer adicta al alcohol [...] Es una película poética. A través de la textura áspera de la pantalla, las escenas omitidas y los primeros planos, se pueden percibir las emociones intensamente presentes, como la tristeza, la pérdida y el amor».
Phuong Le (The Guardian) define la película como una «devastadora historia de amor y adicción» con una estética despojada, sin adornos y de tomas estáticas mínimamente editadas, «dejándola en pasiones puras y elementales». Tras un inicio con abundante diálogo que sirve de introducción al tema, en el resto del filme predomina en lenguaje corporal sobre el verbal, donde triunfan «las extraordinarias actuaciones de los actores principales», que, «junto con el ojo de Kang para el encuadre, llenan hermosamente los vacíos faltantes».
Para Oh Dong-jin (Arte), Noche de primavera «es una película sobre el "fondo" de la mente humana, y te hace preguntarte dónde está ese fondo y qué es exactamente. La poesía de Kim Soo-young es evidente, y la novela de Kwon Yeo-seon no es fácil de adaptar al cine. La trama es de tan solo una línea. La sinopsis es: "una historia de amor miserable entre un hombre moribundo y una mujer que quiere morir de alcoholismo". No hay episodios», de ahí su escasa duración de poco más de una hora, porque la película «es tan lánguida como la protagonista femenina» y no parece tener fuerza para continuar la historia. Se pregunta el crítico si la debilidad de la historia es intencional, y también si la puede aceptar el público.
Kim Hyo-jeong (Hankyung) menciona en particular la labor de Han Ye-ri: «la figura más dolorosa de esta película. Quizás no solo sea el personaje más doloroso y precario de esta película, sino también de su filmografía. Con su cuerpo delicado y expresión frágil, Han Ye-ri ofrece una actuación que supera cualquier otro trabajo en su carrera. Sin Han Ye-ri, Yeong-gyeong en Noche de primavera  habría quedado incompleta».